# John Manners (criqueter)
John Errol Manners DSC (25 de septiembre de 1914-7 de marzo de 2020) fue un criqueter de primera clase y oficial de la Marina Real inglés. Como hijo del almirante Sir Errol Manners, tuvo una distinguida carrera naval que abarcó desde 1932 a 1958. Sirvió en la Segunda Guerra Mundial y mantuvo un número de compañías, además de ganar la Cruz de Servicio Distinguido por su función en el hundimiento del submarino alemán U-1274 en abril de 1945 mientras comandaba oficiales a bordo del HMS Viceroy. 
Como criqueter de primera clase, Manners era un bateador diestro de golpe fuerte y daba pases de media distancia. Empezó su carrera deportiva con Hampshire en 1936, pero se encontró con su disponibilidad limitada debido a sus compromisos como oficial naval. Con su carrera de primera clase interrumpida por la guerra, Manners regresó al críquet de primera clase en 1947 después de asegurar una posición en Sandhurst. Jugó críquet de condado para Hampshire en 1947 y 1948, pero jugó la mayoría de su carrera en primera clase después de la guerra para el equipo de críquet de Servicios Combinados. Puntuó más de 1000 carreras en su primera temporada en primera clase, la cual incluyó cuatro centuries.
En septiembre de 2018, llegó a ser el criqueter de primera clase más longevo del mundo, superando el récord anterior de 103 años y 344 días de Jim Hutchinson, habiendo sido el criqueter de primera clase más longevo del mundo desde septiembre de 2014.

## Primeros años
Hijo del almirante de la Marina Real y teólogo Sir Errol Manners (1883-1953) y su mujer, Florence Maud Harrison (1883-1967), nació en Exeter en septiembre de 1914. Era descendiente de John Manners, 2.º Duque de Rutland. Fue educado en la Escuela Ferndown, antes de asistir a la Escuela de la Marina Real Británica como cadete a la edad de 13 años, siguiendo una tradición familiar de asistir a esa Escuela. Mientras era cadete visitó las Indias Occidentales y apareció como representante de su escuela en un partido escolar en Lord's Cricket Ground en 1930.

## Inicios en la marina y carrera de críquet
Manners fue nombrado con el rango de guardiamarina en la Marina Real en septiembre de 1932, antes de ser hecho un subteniente suplente en enero de 1935. En septiembre del mismo año, fue promovido a ese rango definitivamente. Jugó críquet para los Servicios Unidos en 1935, contra un fuerte Hampshire Club & Ground, puntuando 20 carreras y tomando cuatro wickets. Manners sirvió a bordo del yate real Victoria y Albert en Portsmouth en 1936, a pesar de que el rey Eduardo estaba poco dispuesto de viajar a Cowes, esto dejó a Manners con más tiempo de desembarco. Jugó para la Marina Real como capitán contra el equipo de críquet del Ejército Real en un partido de dos días en Lord's en julio de ese año, donde puntuó 23 y 47, impresionando a Christopher Heseltine, entonces presidente del Club de Críquet del Hampshire County, quién recomendó a Manners que jugara para su equipo. Fue permitido por la marina que jugara para Hampshire en agosto, haciendo su debut en críquet de primera clase contra Gloucestershire en el United Services Ground en el County Championship, puntuando 81 carreras en su primer innings antes de ser rechazado por Reg Sinfield y así por poco haber logrado ser el primer bateador de Hampshire en lograr un century en su partido de debut en primera clase. En la quincena después de ese partido, jugó cuatro veces más en primera clase, puntuando 212 carreras con un promedio de 35.33. Encabezó los puntajes de bateo de Hampshire en 1936 e impresionó bastante al futuro comentarista del Especial Test Match, John Arlott con sus golpes.
Como amateur su críquet después de 1936 disminuyó bastante, debido a sus compromisos con la marina. En diciembre de 1937,  fue promovido a teniente, por la antigüedad desde julio de ese año. Desde 1937, sirvió a bordo de barcos de torpedo en el Mediterráneo y el Extremo Oriente. Con anterioridad a la declaración de guerra del Reino Unido a Alemania en septiembre de 1939, Manners había estado tratando de dejar todo en orden para tener un verano completo para jugar críquet en 1940, pero la subsiguiente declaración significó que tomaría más de diez años antes de que volviera a jugar críquet de primera clase otra vez.

## Servicio en la Segunda Guerra Mundial

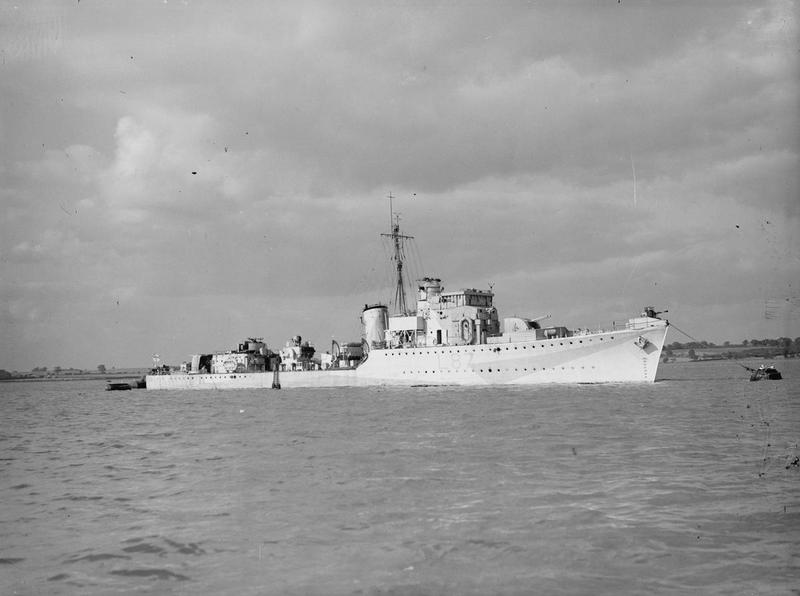
Manners fue asignado al en 1940.

Anteriormente a que la guerra se declarara, Manners servía como agente vigía a bordo del HMS Birmingham en la Estación de China en Hong Kong. Con la guerra se hizo probable que el Birmingham navegara a Singapur, donde debía patrullar el estrecho de la Sonda. Cuando la guerra fue declarada, Birmingham iba para Japón, pero no se introdujo en sus aguas territoriales. Manners fue solicitado desde Gran Bretaña, regresando en diciembre de 1939 a bordo del HMS Falmouth y la tropa del transatlántico SS Strathallan.
Regresó a Southampton a inicios de enero de 1940, Manners pasó un mes en su casa familiar en Alverstoke, antes de ser asignado al destructor HMS Eglinton, el cual estaba bajo construcción en el Walker Yard en el río Tyne en Newcastle. Manners no fue uno de los oficiales ubicados en Newcastle que fueron enviados para ir a la Operación Dinamo y pasó el verano escoltando convoyes por la costa este estando a cargo del Eglinton. Mientras en Newcastle, conoció a Mary Downes (1917-1995), una actriz de la Compañía Newcastle Repertory. La pareja se casó en octubre de 1940 en Marylebone y por poco evitó ser asesinado en su noche de boda cuando una bomba alemana fue lanzada al Hotel Hyde Park cuando estaban en su restaurante, pero falló en detonar. Fue reportado un tiempo después que había sido la segunda bomba alemana más grande que no detonó recuperada durante el Blitz. Ese mismo mes, Eglinton fue escogido para participar en la Operación Lucid, un plan para utilizar barcos de fuego para atacar barcazas alemanas de la invasión en puertos de la Francia del Norte ocupada, aun así mientras escoltaba un petrolero a Boulogne el barco que comandabas la operación, el HMS Hambledon golpeó una mina, resultando en la anulación de la operación.
Seis meses más tarde, con Eglinton ubicado en Harwich, Manners y su esposa  evitaron la muerte una vez más, en circunstancias similares, cuando su casa alquilada fue alcanzada por una bomba mientras estaban en el baño; a pesar de que resltaron ilesos, otros cuatro ocupantes de la casa fueron asesinados. Manners sirvió como teniente a bordo del Eglinton hasta febrero de 1942, después del cual  tuvo un breve comando a bordo del HMS Fame, el cual estaba siendo reparado en Chatham. Después de unas pocas semanas comandando el Fame, Manners fue enviado al HMS Eskimo en Falmouth, después de que su primer teniente había caído por la borda y se ahogó. Sirvió a bordo del Eskimo en la Operación Harpoon durante el sitio de Malta en junio de 1942, posteriormente viendo acción en el Rescate de Malta, por lo que más tarde fue mencionado a los despachos. En septiembre de 1942, Eskimo formó parte del Convoy PQ 18 escoltando naves de abastecimiento en el Ártico en su camino a la Unión Soviética, antes de regresar al mediterráneo para participar en los aterrizajes de la Operación Torch. Manners fue nombrado oficial comandante del Eskimo en mayo de 1943, con el barco participando en la Invasión Aliada de Sicilia en julio de 1943, durante la cual, fue bombardeada y se averió severamente.

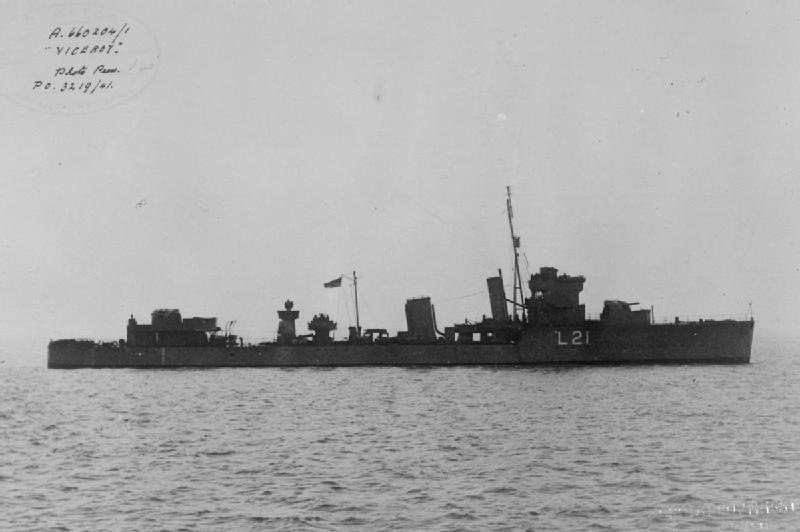
Manners dirigía a los oficiales a bordo de 1943-45.

Tomó el comando del destructor HMS Viceroy en diciembre de 1943, mientras era reacondicionado en Jarrow. Después de unas pocas semanas a bordo del Viceroy, Manners fue secundado al HMS Watchman en Derry, después de que su capitán había caído enfermo y un oficial con experiencia fuera requerido para reemplazarle. Regresó para comandar el Virceroy después de seis semanas. Formando parte de la Fuerza de Escolta Rosyth como una escolta antiaérea y antitorpedero de los convoyes en el mar Del Norte, los cuales llevaban suministros del Fiordo de Forth a Londres, el Viceroy escoltaba un convoy el 11 de abril de 1945, cuándo el acorazado SS Athelduke, el cual llevaba 12 600 toneladas (27 800 000 libras) de melazas fue alcanzado por un torpedo del submarino alemán U-1274 cerca de las islas Farne, causando dos explosiones que sacudieron el barco. Al darse cuenta de que el convoy estaba bajo ataque de un submarino y que el agua era demasiado profunda para minas, desvió el barco al puerto y salió en su búsqueda, obteniendo un contacto en 2200 yardas (1300 millas). Manners comandó un ataque urgente con cargas profundas  a “poca profundidad”, la explosión temporalmente apagó el sistema eléctrico a bordo del Viceroy. Diez minutos después, la energía fue restaurada y un segundo ataque contra el submarino se hizo, el cual trajo aceite a la superficie. Considerando que el submarino había sido hundido a una profundidad de 250 metros (820 pies), una tercera carga profunda fue lanzada a más “profundidad”, la cual causó una explosión prolongada y trajo más aceite a la superficie. Dos semanas más tarde la victoria fue confirmada y Manners regresó a la escena del hundimiento con el Eskimo y el HMS Vivien, recuperando doce botellas de brandy, las que fueron enviadas a Winston Churchill, por las cuales Churchill envió sus agradecimientos y felicitaciones ante el ataque exitoso. Sus acciones en el hundimiento fueron mencionadas en despachos y recibió la Cruz de Servicios Distinguidos.
Cuando la guerra se acercaba a su conclusión, Manners participó en la Operación Conan, con contribución de la Marina Real a la liberación de Noruega siguiendo a la rendición formal alemana en Oslo en mayo de 1945. Era el oficial naval británico a cargo en Trondheim, donde recibió la rendición alemana allí y entretuvo al heredero Príncipe Olaf a bordo del Viceroy. Habiendo sido un teniente comandante suplente desde mayo de 1945, logró el rango sustantivo de guerra en julio de 1945.

## Regreso al críquet
Al dejar el Viceroy en julio de 1945, Manners fue asignado al barco de tropas RMS Otranto para su viaje a Australia, donde iba a ser prestado a la Armada Real Australiana. Cuando el barco llegó a Australia, el cual era el lugar de origen de su madre, él llegó a Melbourne y dentro de poco Manners navegó a Sídney, describiendo su estadía allí como uno de los periodos más aburridos de su vida. Sin expectativa de ser asignado a bordo de un barco, regresó a Melbourne a bordo de un avión de la Real Fuerza Aérea, donde su tío le encontró trabajo en un puesto de trabajo en el Distrito Occidental de Victoria. Después de una quincena en el puesto de trabajo, Manners recibió una llamada telefónica y fue asignado al HMS King George V en octubre de 1945, después de que su primer teniente fuera enviado a la corte marcial y el comandante relevó sus deberes. El barco pasó la mayoría de los siguientes dos meses en un muelle en Sídney, durante los cuales, Manners se entretuvo jugando en partidos de críquet en contra de las escuelas públicas principales de Sídney, incluyendo la Escuela Cranbrook cuyo director era el Oxford Blue, Brian Hone. Permaneció a bordo del King George V hasta mayo de 1946.

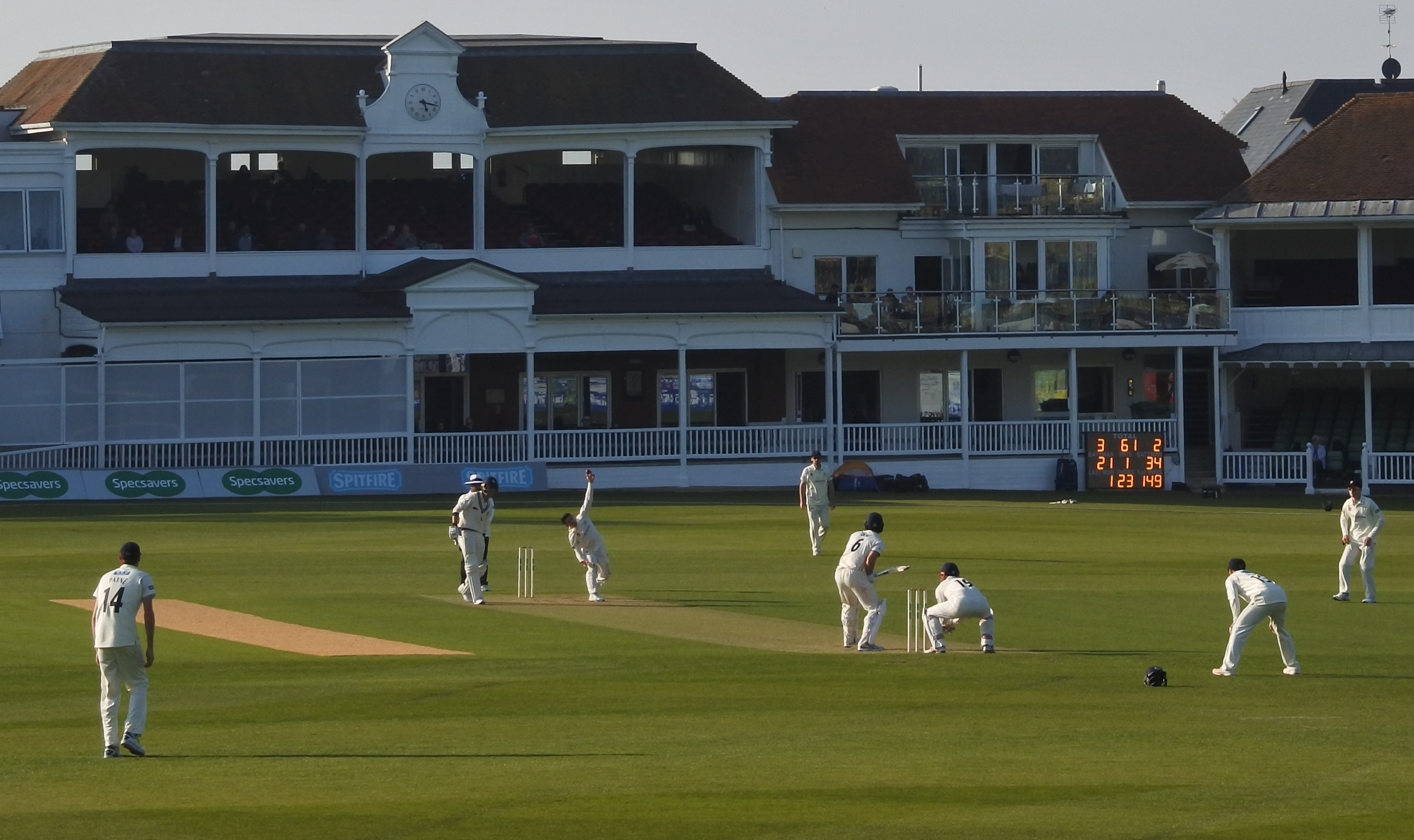
Manners anotando 100 puntos en primera clase en 1947 para Hampshire en contra de Kent en el St Lawrence Ground.

Regresó a Inglaterra, fue nombrado agente de enlace naval  en Sandhurst, lo cual le permitió volver a jugar críquet de condado. Jugó su primer partido de primera clase desde 1936 cuando jugó para el equipo de críquet de Servicios Combinados contra Gloucestershire en Bristol en 1947. Su primer partido de regreso para Hampshire le vio puntuar su primer century en primera clase con 121 en casi una carrera de una pelota en contra de Kent en Canterbury. Wisden describió los innings como “un perfecto juego de golpes, pases, cortes y ganchos”. Jugó tres partidos de primera clase más para Hampshire en el Campeonato County de 1948, además de jugar para los Servicios Combinados contra Hampshire y Gloucestershire en aquel mismo año. Contra Gloucestershire, obtuvo lo que sería su más alta puntuación de primera clase con un puntaje de 147. Sus compromisos como oficial todavía limitaban su disponibilidad para Hampshire, no permitiéndole jugar en el campeonato después de 1948. Continuó jugando partidos de primera clase para los Servicios Combinados hasta 1953, haciendo doce apariciones. Hizo 123 contra el equipo visitante de Nueva Zelanda en Gillingham en 1949, y puntuó 75 contra el equipo visitante de Sudáfrica en 1950. Manners también apareció para el Club de Criquet deMarylebone y el Free Foresters en un partido de primera clase para cada uno en 1953. Regresó al mar en 1953, acabando sus días de jugar en primera clase, antes de retirarse de la armada con el rango de teniente comandante en abril de 1958 para llegar a ser el tesorero en la Escuela de Dauntsey en Wiltshire.
Su tiempo en Dauntsey no estuvo libre de controversia, cuando en 1964 fue temporalmente suspendido luego que los estudiantes se organizaran en una huelga para protestar la comida que les servían. Aun así, fue reinstalado después de una semana, luego de una carta de apoyo, firmada por cada uno del personal de enseñanza. Se retire después de dieciocho años en Dauntsey.
Manners fue también un fotógrafo, quién contribuyó a Vida de País. Tuvo un interés en los oficios y fue el autor de los libros Oficios del País de Hoy (1974), Oficios del País en Imágenes (1976), Oficios de las Tierras Altas e Islas (1978), y Oficios irlandeses y Hombres del Oficio (1982). Su colección de fotografías rurales y archivos de investigación se encuentran en el Museo de Vida Rural Inglesa en la Universidad de Reading.

## Últimos años y muerte
Su mujer, con quien tuvo un hijo y dos hijas, murió en abril de 1995. Fue invitado a la Embajada Rusa en Londres en 2014, donde fue condecorado con la Medalla de Ushakov por su servicio en los convoyes Árticos. En septiembre de 2017, en la edad de 103 años, Manners participó en el documental de ITV Escuela de Conducción de 100 Años, pero dejó de conducir después de su aparición. El documental también presentó a la criqueter Eileen Whelan, quién es la mujer criqueter viva más longeva. Poco después de esto, tuvo una caída y se hirió de su hombro, lo cual no le permitió visitar a su hija Diana, quién había emigrado a Australia y a quién Manners visitaba cada Navidad. En septiembre de 2018, llegó a ser el criqueter de primera clase más longevo de la historia, superando el récord de Jim Hutchinson (1896-2000) de 103 años y 344 días. Pagando tributo, el presidente de Hampshire Rod Bransgrove dijo: "Todo el mundo implicado en el equipo de criquet de Hampshire, pasado y presente, saluda a John Manners por sus fabulosos innings y espera que mantenga el record como el criqueter de primera clase más longevo por un tiempo muy largo."
En noviembre de 2019, Manners fue presentado con una medalla conmemorativa por el Ministro de Defensa noruego John Andreas Olsen por su rol como oficial naval británico a cargo de Trondheim durante la rendición alemana en 1945. Manners falleció el 7 de marzo de 2020 a la edad de 105 años en el asilo Bupa Bayford House en Newbury, Berkshire. Fue sobrevivido por tres hijos, ocho nietos y ocho bisnietos.